# Campeonato del Mundo de patinaje de velocidad en línea 2013
El Campeonato Mundial de patinaje de velocidad en línea de 2013 tuvo lugar del 21 al 31 de agosto de 2013 en Ostende, Bélgica. Fue la cuarta ocasión que la localidad belga organizó el campeonato mundial.
Los participantes más exitosos fueron Francesca Lollobrigida y Jercy Puello para mujeres y Bart Swings para hombres, con 4 medallas de oro cada uno.

## Mujeres
| Distancia                   | Oro                                                                    | Plata                                                         | Bronce                                                            |
| Pista                       | Pista                                                                  | Pista                                                         | Pista                                                             |
| --------------------------- | ---------------------------------------------------------------------- | ------------------------------------------------------------- | ----------------------------------------------------------------- |
| 300 m Contrarreloj          | Jercy Puello                                                           | María José Moya                                               | Paola Segura                                                      |
| 500 m Sprint                | Paola Segura                                                           | Jercy Pueyo                                                   | Erin Jackson                                                      |
| 1000 m Sprint               | Paola Serrano                                                          | Yu-Ting Huang                                                 | Francesca Lollobrigida                                            |
| 10 000 m Puntos/Eliminación | Ho-Chen Yang                                                           | Guo Dan                                                       | Francesca Lollobrigida                                            |
| 15 000 m Eliminación        | Francesca Lollobrigida                                                 | Guo Dan                                                       | Sindy Cortez                                                      |
| 3000 m Relevos              | Colombia · Paola Serrano · Paola Segura · Luisa Agudelo · Jercy Puello | China Tapei Meng-Chu Li Ho-Chen Yang Fu-Jen Liu Yu-Ting Huang | China Dan Guo Cui Xuemiao Li Lisha                                |
| Ruta                        |                                                                        |                                                               |                                                                   |
| 200 m Contrarreloj          | Jercy Puello                                                           | Erika Zanetti                                                 | María José Moya                                                   |
| 500 m Sprint                | Jercy Puello                                                           | Manon Kamminga                                                | Erika Zanetti                                                     |
| 10 000 m Puntos             | Francesca Lollobrigida                                                 | Guo Dan                                                       | Ho-Chen Yang                                                      |
| 20 000 m Eliminación        | Francesca Lollobrigida                                                 | Guo Dan                                                       | Sindy Cortez                                                      |
| 5000 m Relevos              | China Tapei Meng-Chu Li Ho-Chen Yang Fu-Jen Liu                        | China Dan Guo Cui Xuemiao Li Lisha                            | Países Bajos · Manon Kamminga · Elma de Vries · Bianca Roosenboom |
| Larga distancia             |                                                                        |                                                               |                                                                   |
| 42 195 m Marathon           | Francesca Lollobrigida                                                 | Manon Kamminga                                                | Yu-Ting Huang                                                     |

## Hombres
| Distancia                   | Oro                                                                     | Plata                                                                            | Bronce                                                                   |
| Pista                       | Pista                                                                   | Pista                                                                            | Pista                                                                    |
| --------------------------- | ----------------------------------------------------------------------- | -------------------------------------------------------------------------------- | ------------------------------------------------------------------------ |
| 300 m Contrarreloj          | Andrés Muñoz                                                            | Pedro Causil                                                                     | Ioseba Fernández                                                         |
| 500 m Sprint                | Andrés Muñoz                                                            | Lo Wei Lin                                                                       | Elton De Souza                                                           |
| 1000 m Sprint               | Bart Swings                                                             | Alexis Contin                                                                    | Ewen Fernandez                                                           |
| 10 000 m Puntos/Eliminación | Bart Swings                                                             | Alexis Contin                                                                    | Fabio Francolini                                                         |
| 15 000 m Eliminación        | Peter Michael                                                           | Fabio Francolini                                                                 | Alexis Contin                                                            |
| 3000 m Relevos              | Bélgica · Bart Swings · Jore van den Berghe · Tim Sibiet · Ferre Spruyt | Italia · Fabio Francolini · Lorenzo Cassioli · Andrea Angeletti · Giovanni Conte | Francia Alexis Contin Ewen Fernandez Nicolas Pelloquin Gwendal Le Pivert |
| Ruta                        |                                                                         |                                                                                  |                                                                          |
| 200 m Contrarreloj          | Pedro Causil                                                            | Ioseba Fernández                                                                 | Emanuelle Silva                                                          |
| 500 m Sprint                | Sebastián Arce                                                          | Andrés Muñoz                                                                     | Gwendal Le Pivert                                                        |
| 10 000 m Puntos             | Bart Swings                                                             | Felix Rijhnen                                                                    | Fabio Francolini                                                         |
| 20 000 m Eliminación        | Alexis Contin                                                           | Lorenzo Cassioli                                                                 | Fabio Francolini                                                         |
| 5000 m Relevos              | Colombia · Andrés Muñoz · Pedro Causil · Andrés Agudelo                 | Italia · Lorenzo Cassioli · Fabio Francolini · Andrea Angeletti                  | Francia Alexis Contin Ewen Fernandez Nolan Beddiaf                       |
| Larga distancia             |                                                                         |                                                                                  |                                                                          |
| 42 195 m Marathon           | Crispijn Ariens                                                         | Peter Michael                                                                    | Bart Swings                                                              |

## Medallero
| Pos. | País           | Oro | Plata | Bronce | Total |
| ---- | -------------- | --- | ----- | ------ | ----- |
| 1.   | Colombia       | 11  | 3     | 1      | 15    |
| 2.   | Italia         | 4   | 5     | 7      | 16    |
| 3.   | Bélgica        | 4   | 0     | 1      | 5     |
| 4.   | China Tapei    | 2   | 3     | 2      | 7     |
| 5.   | Francia        | 1   | 2     | 5      | 8     |
| 6.   | Países Bajos   | 1   | 2     | 5      | 4     |
| 7.   | Nueva Zelanda  | 1   | 1     | 0      | 2     |
| 8.   | Chile          | 0   | 1     | 2      | 3     |
| 9.   | China          | 0   | 5     | 1      | 6     |
| 10.  | España         | 0   | 1     | 1      | 2     |
| 11.  | Alemania       | 0   | 1     | 0      | 1     |
| 12.  | Venezuela      | 0   | 0     | 2      | 2     |
| 13.  | Estados Unidos | 0   | 0     | 1      | 1     |